# 分際
分際是指待人處事接物都應有分寸。所謂待人有分寸，即是對長輩或晚輩、對長官或下屬都要有適度合宜的禮節。所謂處事有分寸，則是有所為有所不為，合理者，則無畏無懼戮力從事；不合理者，則婉拒不從而不徬徨。所謂接物有分寸，即不義之財（物），絲毫不取；該屬應得，則受之無愧。